# Файсал Фаджр
Файсал Фаджр (фр. Fayçal Fajr, араб. فيصل فجر; нар. 1 серпня 1988, Руан, Франція) — марокканський футболіст, півзахисник національної збірної Марокко та французького клубу «Кан».

## Клубна кар'єра
Фаджр народився у французькому місті Руан в сім'ї мігрантів і почав свою кар'єру в місцевому аматорському клубі «Сотвіль-ле-Руан». У 2000 році він приєднався до молодіжної академії професійного клубу «Гавр». Після трьох років в Гаврі Фаджр був відрахований — на думку тренерів, йому не вистачало фізичних даних для професійного футболіста. Тоді гравець повернувся додому і приєднався до клубу «Руан». Фаджр провів два роки в клубі, і в 2005 році підписав контракт з клубом «Уассель», з яким він грав у другому дивізіоні аматорського чемпіонату Франції (п'ятий за рівнем дивізіон країни).
Після двох сезонів за дорослу команду Файсал Фаджр в 2008 році піднявся на вищий рівень, підписавши контракт з клубом «Фрежус Сен-Рафаель». У своєму першому сезоні в клубі він з'явився в 29 матчах і забив 4 голи. «Фрежюс» зайняв друге місце в своїй групі, проте через накладення на деякі клуби санкцій «Фрежюс» піднявся в третій за рівнем дивізіон Франції. У першому сезоні на професійному рівні Фаджр зіграв 30 матчів, а «Фрежюс» закінчив сезон в на 8 місці. А у наступному сезоні, останньому в цьому клубі, Фаджр став основним плеймейкером клубу. Він провів 34 гри і забив в них 8 голів. «Фрежюс» закінчив сезон на шостому місці.
Після успішної гри за «Фрежюс» Фаджром зацікавилися кілька професійних клубів, в тому числі «Ніцца», «Діжон» та «Реймс». 18 липня 2011 року було підтверджено, що Фаджр приєднається до клубу Ліги 1 «Кан» на три роки. Контракт був підписаний на наступний день. Фаджр отримав футболку з номером 29 і дебютував в еліті французького футболу 28 серпня в матчі проти «Ренна». Три дні по тому у матчі Кубка Франції проти «Бреста» він забив свій перший гол за «Кан». «Кан» вилетів у Лігу 2 в тому сезоні, але через два роки повернувся в еліту, за участю Фаджра: у сезоні 2013/14 він забив 8 голів у 35 матчах.
24 червня 2014 року Фаджр пройшов медобстеження і перебрався в іспанський «Ельче». Дебютував у Прімері 24 серпня, вийшовши на заміну в матчі проти «Барселони» (0:3).
6 серпня 2015 року Фаджр був відданий в оренду в «Депортіво» на один рік. 2016 року уклав повноцінний контракт з «Депортіво».
20 липня 2017 року Фаджр підписав дворічну угоду з «Хетафе». Проте вже 3 серпня 2018 повернувся назад до «Кану»

## Виступи за збірну
Незважаючи на те, що він народився і виріс у Франції, Фаджр вирішимв представляти свою історичну батьківщину — Марокко. 2015 року дебютував в офіційних іграх у складі національної збірної Марокко у відбірковому матчу на чемпіонат світу проти Екваторіальної Гвінеї (1:0).
У складі збірної був учасником Кубка африканських націй 2017 року у Габоні, а наступного року поїхав з командою на чемпіонат світу 2018 року у Росії..

## Титули і досягнення
- Володар Кубка Туреччини (1):

«Сівасспор»: 2021-22